# Гераклея Синтика
Гераклея Синтика (др.-греч. Ἡράκλεια Σιντική) — древнегреческий город на правом берегу реки Стримон, естественной границе Македонского царства и Фракии. 
Название города происходит от героя древнегреческой мифологии Геракла и фракийского племени синтов, обитавшего в среднем течении реки Струмы.
Руины города расположены недалеко от богарского города Петрич. Город упоминается в трудах Геродота, Гомера и Фукидида. Был заложен Филиппом II Македонским не раннее 300 года до н.э, однако существует мнение что город существовал и до того . Являлся культурным и политическим центром древней области Синтика населенной преимущественно фракийцами . Местонахождение города долгое время оставалось загадкой для историков, пока болгарские археологи в 2002 году не опубликовали надпись на латыни, в которой император Галерий обратился к местным жителям. .